# Gesonia inscitia
Gesonia inscitia là một loài bướm đêm trong họ Noctuidae.